# Vochysia riedeliana
Vochysia riedeliana, também conhecido como urussuca, uruçuca, louro-vela, louro-graveto, louro-cajueiero, cajueiro, angelim-buracica, angelim-amarela, angélica-preta ou angélica-amarela, é uma espécie de planta do gênero Vochysia e da família Vochysiaceae. 

## Taxonomia
A espécie foi descrita em 1948 por Frans Stafleu. 

## Forma de vida
É uma espécie terrícola e arbórea. 

## Descrição
| Caule                                     | Caule                         |
| ----------------------------------------- | ----------------------------- |
| cascas dos ramos                          | não esfoliante                |
| Folha                                     |                               |
| estípula                                  | decídua/persistente           |
| filotaxia                                 | verticilada                   |
| forma da lâmina                           | espatulada                    |
| ápice                                     | arredondado/emarginado/retuso |
| base                                      | atenuada                      |
| indumento na superfície adaxial da lâmina | ausente                       |
| indumento na superfície abaxial da lâmina | ausente                       |
| textura                                   | subcoriácea/sub cartácea      |
| margem                                    | subrevoluta                   |
| nervura lateral na superfície adaxial     | levemente proeminente         |
| nervura lateral na superfície abaxial     | levemente proeminente         |
| Inflorescência                            |                               |
| bráctea                                   | decídua                       |
| Flor                                      |                               |
| botão-floral                              | ligeiramente recurvado        |
| cálcar                                    | recurvado                     |
| pétala                                    | 3                             |
| indumento da antera                       | ausente                       |
| indumento do ovário                       | ausente                       |
| estigma                                   | terminal                      |
| Fruto                                     |                               |
| forma da cápsula                          | oblonga                       |

## Conservação
A espécie faz parte da Lista Vermelha das espécies ameaçadas do estado do Espírito Santo, no sudeste do Brasil. A lista foi publicada em 13 de junho de 2005 por intermédio do decreto estadual nº 1.499-R. 

## Distribuição
A espécie é encontrada nos estados brasileiros de Bahia e Espírito Santo. 
Em termos ecológicos, é encontrada no domínio fitogeográfico de Mata Atlântica, em regiões com vegetação de .